# Collix ghosha
Collix ghosha är en fjärilsart som beskrevs av Walker 1862. Collix ghosha ingår i släktet Collix och familjen mätare. Inga underarter finns listade i Catalogue of Life.